# Dans- en Medisch Instituut

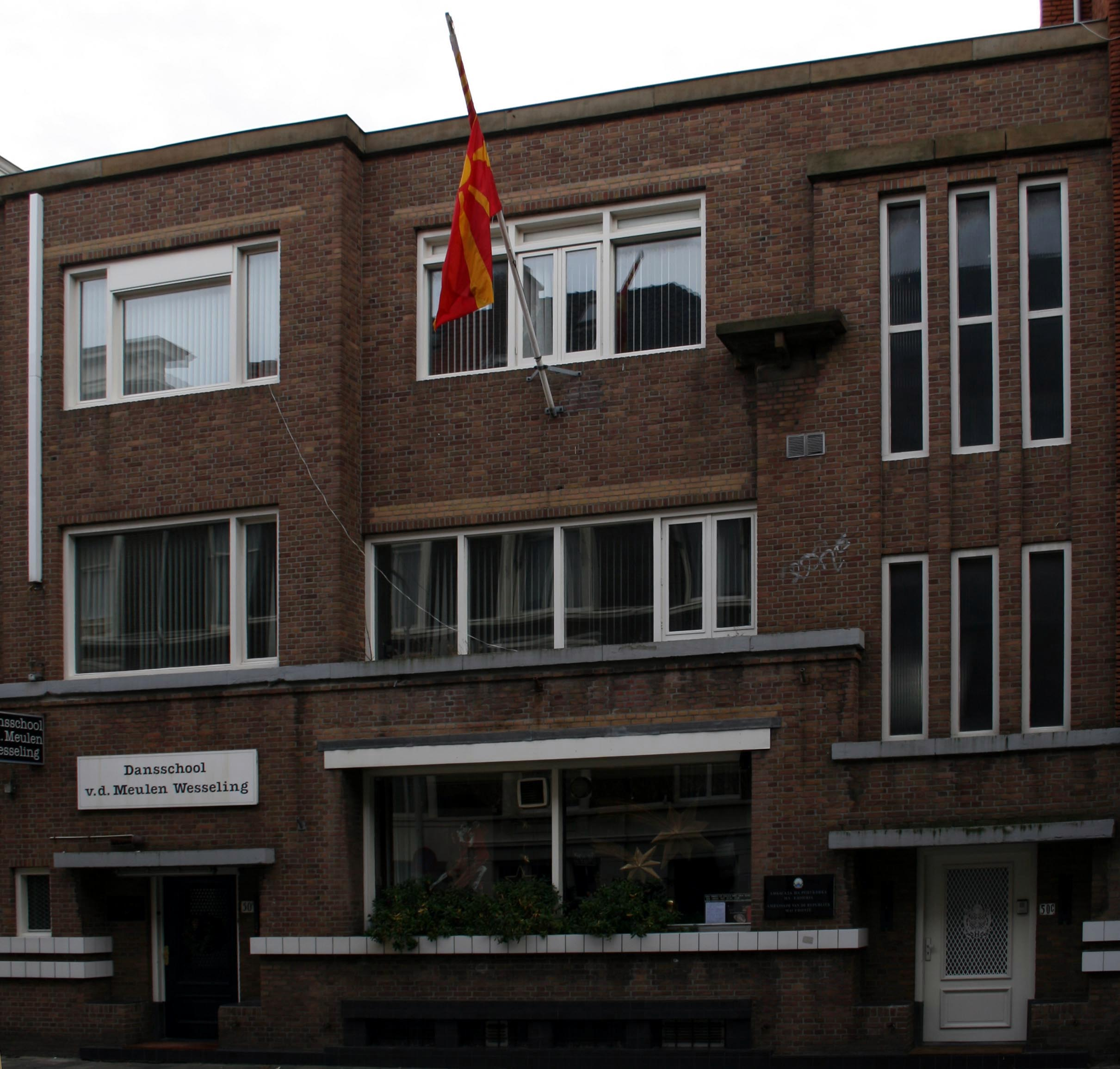
Dans- en Medisch Instituut, Laan van Meerdervoort 50-a-c, Den Haag, voorgevel.

Dans- en Medisch Instituut is de oorspronkelijke naam van een door de architect Jan Wils in 1921 ontworpen gebouw op het adres Laan van Meerdervoort 50 b en c in Den Haag.

## Ontwerp
In het ontwerp van dit werkgebouw zijn de kenmerken van De Stijl en Frank Lloyd Wright te bespeuren. De gevel is verticaal in drieën gedeeld, maar door de zeer verschillende diepliggende vensterindeling en de horizontale betonnen banden heeft zij een uitgesproken modernistisch, asymmetrisch uiterlijk gekregen. Overigens is door verbouwingen in de loop van de tijd veel van het oorspronkelijke karakter van het gebouw verloren gegaan.

## Gebruikers
Het Dans- en Medisch instituut werd gebouwd in opdracht van Rita Gaillard-Jorissen en William Jorissen. De bouw werd in juli 1921 aanbesteed aan de firma Swaneveld en Bos in Den Haag. Op de eerste en tweede verdieping was aanvankelijk een medisch instituut gevestigd en op de begane grond een dansschool. Tegenwoordig is er nog steeds een dansinstituut in het gebouw gevestigd, dat het oudste is van Den Haag; de rest is als kantoor verhuurd aan het Landelijk Bureau van D66 en aan de ambassade van Noord-Macedonië.